# Кокшародо
 Кокшародо  — деревня в Куженерском районе Республики Марий Эл. Входит в состав Тумьюмучашского сельского поселения.

## География
Находится в северо-восточной части республики Марий Эл на расстоянии приблизительно 9 км на запад от районного центра посёлка Куженер.

## История
Известна была с 1874 года как Токтарсола, в которой был 21 двор и 145 жителей. В 1909 году здесь значилось 170 жителей. В 1921—1922 годах в деревне проживало 152 человека, в 1929 году 38 дворов, проживало 160 человек, в 1943 году 32 двора и 125 жителей, в 1992 37 и 141 соответственно, в 2005 году отмечено 38 хозяйств. В советское время работали колхозы «Волгыдо», имени Сталина, позднее ООО «Ленинец».

## Население
Население составляло 133 человека (мари 98 %) в 2002 году, 103 в 2010.